# Viticipremna novae-pommeraniae
Viticipremna novae-pommeraniae là một loài thực vật có hoa trong họ Hoa môi. Loài này được (Warb.) H.J.Lam miêu tả khoa học đầu tiên năm 1919.